# Borovnjak Mali
Borovnjak Mali je nenaseljeni hrvatski jadranski otočić u Kakanskom kanalu, sjeverno od otoka Kakana. U neposrednom susjedstvu su otoci Kakan, oko 400 metara južno, te Borovnjak Veliki, oko 100 metara sjeverozapadno.
Njegova površina iznosi 0,107 km². Dužina obalne crte iznosi 1,21 km.